# .cf
A .cf a Közép-afrikai Köztársaság internetes legfelső szintű tartomány kódja, melyet 1996-ban hoztak létre. A Közép-afrikai Telekommunikációs Társaság tartja karban.